# كوروبي (توياما)
مدينة كوروبي (بالإنجليزية: Kurobe)‏ هي أحد المدن التابعة لمحافظة توياما. ويقدر عدد سكانها بـ 42612 نسمة حسب تقدير مكتب الإحصاء الياباني لعام 2012. تبلغ مساحة كوروبي 426.34 كم2. بكثافة سكانية تبلغ 99.9 نسمة/كم2.

## توأمة
لكوروبي (توياما) اتفاقيات توأمة مع كل من:
- ماكون
- نيمورو (أكتوبر 1976 - )